# Oncocnemis aqualis
Oncocnemis aqualis är en fjärilsart som beskrevs av Augustus Radcliffe Grote 1881. Oncocnemis aqualis ingår i släktet Oncocnemis och familjen nattflyn. Inga underarter finns listade i Catalogue of Life.